# Swim
Swim — другий мініальбом уельського гурту Feeder, який вийшов 24 червня 1996 року.

## Композиції
1. Sweet 16 – 3:32
2. Stereo World – 3:32
3. W.I.T. (Women in Towels) – 2:29
4. Descend – 5:25
5. Shade – 4:09
6. Swim – 3:19

## Учасники запису
- Грант Ніколас — гітара, вокал
- Така Хірозе — бас-гітара
- Джон Лі — ударні